# Waterfox
Waterfox je open-source webový prohlížeč pro 64bitové operační systémy. Vychází z prohlížeče Firefox a na rozdíl od něj se jeho autor rozhodl nadále udržovat podporu pro starší rozšíření založená na technologii XUL. Oficiálně je vydáván pro 64bitové Windows (včetně portable verze), macOS, 64bitový Linux a Android.
Waterfox je založen na Firefoxu a je sestaven pomocí různých kompilátorů a pomocí Intel Math Kernel Library, Streaming SIMD Extensions 3 a Advanced Vector Extensions. Linuxová sestavení používají kompilátor Clang. Oproti Firefoxu slibuje Waterfox delší podporu technologií XUL a XPCOM pro tvorbu doplňků. Podporu těchto technologií Firefox odstranil ve verzi 57.

## Přehled
Waterfox se od Firefoxu liší v několika věcech:
- Zakázání Encrypted Media Extensions (EME)
- Zakázání Web Runtime
- Odstranění Adobe DRM
- Odstranění služby Pocket
- Odstranění možnosti sběru a odesílání telemetrie
- Odstranění profilování spuštění
- Umožňuje běh modulů NPAPI
- Umožní běh nepodepsaných rozšíření
- Použití výchozího vyhledávace Ecosia místo Google nebo Yahoo![5]

## Historie
Waterfox byla poprvé vydán v březnu 2011 pro 64bitové Windows. Sestavení pro Mac následovala v květnu 2015 s vydáním verze 38.0, a pro Linux v prosinci 2016 s vydáním verze 50.0. Verze pro Android byla poprvé vydána ve verzi 55.2.2.
Verze 29.0 vydána v červenci 2015 nabízela i sestavení pro iOS. Od května do listopadu 2015 měl Waterfox dokonce svůj vlastní vyhledávač s názvem Storm.

## Bechmarky a používání
V roce 2012 byl podle testu Peacekeeper 64bitový Waterfox pomalejší než 32bitový Firefox. Naopak v roce 2014 v testech Softpedia na tom byl Waterfox mírně lépe. Nicméně v roce 2016 byl podle testů Kraken, SunSpider, JetStream a Octane 2.0 64bitový Waterfox pomalejší než tehdy už oficiálně dostupný 64bitový Firefox. Referenční testy byly dříve k dispozici na internetových stránkách vývojáře Waterfoxu, ale od té doby byla odstraněna.
K dnešnímu dni zaznamenal Waterfox více než 6 milionů stažení.